# BIBFRAME
BIBFRAME (Bibliographic Framework) es un modelo de datos de descripción bibliográfica. BIBFRAME se diseñó para sustituir a los estándares MARC y para aplicar los principios de los datos enlazados con el objetivo de hacer más útiles los datos bibliográficos tanto en el entorno bibliotecario como fuera de él.

## Historia
Los estándares MARC, que son los formatos de codificación y comunicación precedentes y a los cuales BIBFRAME ha de substituir, fueron desarrollados por Henriette Avram en la Biblioteca del Congreso durante los años sesenta. En los setenta ya eran una norma de difusión de los datos bibliográficos ampliamente aplicada en los Estados Unidos de América, y comenzaron a ser también un estándar internacional.
En 2002 Roy Tennant, bibliotecario especializado en tecnologías para bibliotecas, museos y archivos, sostuvo en un artículo suyo, «MARC Must Die» que los estándares MARC estaban obsoletos y que su aplicación quedaba restringida al ámbito bibliotecario, además de que su diseño estaba dirigido a ser un formato de visualización y no de almacenamiento. En 2008 en un informe de la Biblioteca del Congreso de EE. UU. se indicaba que los estándares MARC “estaban basados en técnicas de gestión de datos de hace cuarenta años y quedaba fuera de los estilos de programación de hoy en día.
En 2012, dicha biblioteca anunció un contrato con Zepheira, una compañía de gestión de datos, para desarrollar una alternativa a los estándares MARC basada en datos enlazados. El mismo año la biblioteca anunció un nuevo modelo denominado MARC Resources (MARCR). En marzo de 2013 se lanzó BIBFRAME 1.0, y en el 2016, la biblioteca publicó la versión 2.0 de BIBFRAME.

## Diseño

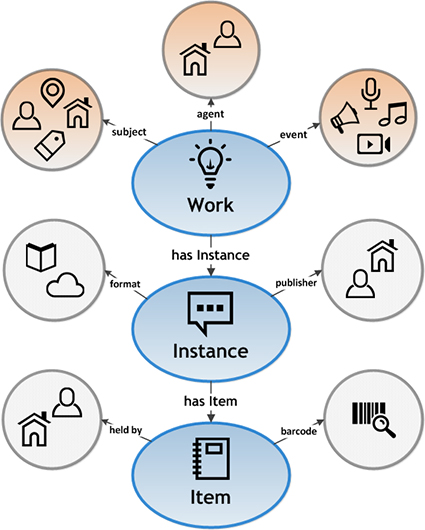
Modelo BIBFRAME 2.0. con tres niveles básicos de abstracción (en azul) - Obra, Manifestación e Item y tres clases relacionadas (en naranja)-Agente, Materia, Evento.

El modelo BIBFRAME es una iniciativa para desarrollar los estándares de descripción bibliográfica hacia un modelo de datos enlazados. Cuando se cataloga un recurso (por ejemplo un libro), la descripción resultante incluye elementos de información como el autor, el tema del libro, diversos formatos publicados e información sobre copias del libro. BIBFRAME  organiza esta información en tres niveles básicos de abstracción: Obra (Work en inglés), Ejemplar (Instance) e Ítem (Item); con tres clases adicionales (agente, materia, evento), las cuales se relacionan con las categorías principales.

Obra:  
El nivel más alto de abstracción, una Obra, en el contexto del BIBFRAME, refleja la esencia conceptual del recurso catalogado: autores, idiomas, y de qué se trata (temas).

Ejemplar:  
Una Obra puede tener una o más expresiones individuales y materiales, por ejemplo, una forma de publicación en particular. Se trata de Ejemplares de la Obra.  Un Ejemplar refleja información como su editor, lugar y fecha de publicación y formato.

Ítem:  
Un ítem es una copia real (física o electrónica) de un Ejemplar. Refleja información como su ubicación (física o virtual), la marca en la estantería y el código de barras.

BIBFRAME también define conceptos clave adicionales que tienen relación con las clases principales:
- Agentes: Los agentes son personas, organizaciones, jurisdicciones, etc., asociados a una Obra o Instancia a través de roles como autor, editor, artista, fotógrafo, compositor, ilustrador, etc.
- Temas: Una Obra puede ser "sobre" uno o más conceptos. Se dice que tal concepto es un " tema " de la Obra. Conceptos que pueden ser temas incluyen temas, lugares, expresiones temporales, eventos, obras, instancias, ítems, agentes, etc.
- Eventos: Sucesos, cuya registro puede ser el contenido de una Obra.

El vocabulario de BIBFRAME consiste en clases y propiedades de RDF.  Las clases incluyen las tres clases principales mencionadas anteriormente, así como varias clases adicionales, muchas de las cuales son subclases de las clases principales.  Las propiedades describen las características del recurso que se está describiendo, así como las relaciones entre los recursos. Por ejemplo: una Obra puede ser una "traducción de" otra Obra; un Ejemplar puede ser un "ejemplar de" una Obra en particular en BIBFRAME.  Otras propiedades describen atributos de Obras e Instancias.  Por ejemplo: la propiedad BIBFRAME " tema " expresa un atributo importante de una Obra (de qué se trata la Obra), y la propiedad "extensión " (por ejemplo, número) expresa un atributo de una Instancia.
Las anotaciones se emplean en una serie de cuestiones en el modelo BIBFRAME. Uno de los usos más valiosos de estas entidades es el de representar los datos del fondo a nivel de ítem. Las anotaciones de los fondos de BIBFRAME pueden expresar por un lado qué biblioteca dispone del ítem, y por otro comprobar su estatus y localización, además de otros datos específicos. Las anotaciones también pueden ser usadas para proporcionar información adicional sobre la obra o la instancia, como el diseño de las cubiertas, reseñas, e informaciones generadas a partir de los usuarios.

## Formatos específicos
Mientras que el modelo BIBFRAME actualmente incluye una entidad para las publicaciones en serie, perviven todavía unas serie de cuestiones que han de abordarse antes de que el modelo pueda ser usado para la catalogación de publicaciones en serie.
En 2014 se realizó un estudio sobre la idoneidad de BIBFRAME para recursos de audio y de vídeo. No obstante, el informe también mostraba cierta preocupación sobre el nivel superior de la entidad Obra, que es inadecuado para poder ser modelo de ciertos recursos de audio.

## Implementaciones
- La Tutt Library (Colorado College) ha creado diversas aplicaciones experimentales usando BIBFRAME.[9]
- Otras catorce bibliotecas de investigación están probando el nuevo modelo.[10]
- La Biblioteca de la Universidad de Concepción, es la primera biblioteca en América Latina en realizar una conversión completa a Bibframe.[11]

## Iniciativas relacionadas
- FRBR, FRBRoo (enlace roto disponible en Internet Archive; véase el historial, la primera versión y la última)., FRAD (enlace roto disponible en Internet Archive; véase el historial, la primera versión y la última)., y FRSAD (enlace roto disponible en Internet Archive; véase el historial, la primera versión y la última). están disponibles en formato RDF gracias a Gordon Dunsire en el Open Metadata Registry (enlace roto disponible en Internet Archive; véase el historial, la primera versión y la última)..
- El proyecto Schema Bib Extend, un grupo de la comunidad patrocinada por W3C ha trabajado en Schema.org para adaptarlo a la descripción bibliográfica.[12]